# Дикое (Липецк)
Ди́кое (Ди́кинская слобода́, село Ди́кое По́ле) — микрорайон в Октябрьском округе города Липецка. Расположен между проспектом Победы, Коровиным, микрорайоном Манеж и улицей Неделина. Ранее, до начала застройки микрорайона Манеж, южной границей микрорайона служила река Воронеж.

## История
Впервые упоминается как деревня Дикая Поляна в писцовых книгах 1627 года. Тогда тут было 16 дворов, которые принадлежали боярину Ивану Никитичу Романову. В 1646 году в Диком уже была церковь святого великомученика Димитрия Солунского.
После строительства Липских железоделательных заводов в конце XVII века Дикое становится слободой (её стали называть Дикинской слободой). В 1789 году в документах упоминается, что южнее располагалась деревня Малое Дикое.
До 1918 год район Дикого был самым опасным местом в городе. Тогда между Дикинской слободой и селом Коровиным рос орешник, где обитали беглые каторжники и конокрады. Серафим Неверов в своем краеведческом труде приводит несколько кличек самых отъявленных бандитов — Цветок, Гром, Ванька-война. Периодические облавы полиции до 1917 года положение не исправляли, только большевики арестовавшие в 1918 году и расстрелявшие без суда несколько бандитов навели порядок в Диком.
Постановлением Президиума ВЦИК РСФСР от 1 февраля 1933 года село Дикое было включено в городскую черту Липецка. Тогда Дикинская слобода располагалась на территории колхоза имени Ленина, объединявшего села Дикое, Коровино и Сырское. Характерной особенностью Дикого была близость к старому городскому рынку на Прогонной улице (в 1990 году перенесен на площадь Победы): многие дикинцы брали на реализацию товар, сдавали жилье внаём приезжим торговцам, развивались и криминальные «промыслы» — рэкет и попрошайничество.
В середине 1950-х годов Депутатская улица была вымощена камнем. В южной части улицы мощение сохранилось до сих пор.
1 сентября 1999 года в школе № 61 был открыт Музей истории села Дикое. Автор экспозиции — А. Ю. Клоков.
По территории Дикого протекает ручей — приток Липовки.

## Застройка
Несмотря на свою близость к центру города, на данный момент Дикое застроено преимущественно частными домами. Исключениями являются располагающийся между проспектом Победы, улицами Мичурина и Неделина 16-й микрорайон (построен в 1970-х годах), территории, примыкающие к проспекту Победы и Механизаторов, а также квартал Депутатской улицы. Ведется точечная застройка остальной территории района.
В соответствии с принятым в 2015 году генеральным планом Липецка на срок до 2035 года планируется комплексная застройка будущего микрорайона между улицами Котовского и Фрунзе, на данный момент там преобладают частные одноэтажные дома (часть которых уже снесена), строительство небольшого квартала на юге улицы Механизаторов, застройка в районе улицы Володарского как многоэтажными, так и малоэтажными зданиями. Скандальным стало строительство компанией «СитиСтрой» 17-этажного дома в районе школы № 61. Дом был построен с нарушениями, не был обеспечен безопасный проход к нему, а сама компания в мае 2017 года подала на банкротство.
На основании общественных слушаний, проведённых с участием жителей Дикого, планы застройки отложили на неопределённый срок.

## Дороги
На данный момент основными транспортными артериями для жителей района являются проспект Победы, улицы Механизаторов и Неделина, дублирующее значение также имеют улицы Депутатская, Индустриальная и Мичурина. В районе дорожная сеть развита слабо, дороги довольно плохого качества, узкие.
По Генеральному плану города Липецка в Диком планируется строительство трех городских магистралей: фактическое продление улицы Фрунзе до улицы Механизаторов, дороги от улицы Мичурина к улицам Механизаторов и Фрунзе.

## Транспорт
Непосредственно по территории района общественный транспорт не ходит. Ближайшие к его территории остановки:
- На проспекте Победы — «Памятник чернобыльцам», «Улица Доватора», «Улица Юных Натуралистов», «Проспект Победы» — Автобус: 2т, 8, 9т, 27, 30, 35, 37, 300, 308к, 315, 321, 323, 330, 347, 352.
- На улице Механизаторов — «Индустриальная улица», «Лицей № 12», «Электросети» — Автобус: 28, 302.
- На улице Неделина — «Бульвар Неделина», «Памятник Пушкину», «Магазин Никольский» — Автобус 8, 17, 17а, 40, 40а, 302, 308к, 317, 321, 332, 343.
- На улице Неделина (на территории районов Центр и Манеж) — «Петровский рынок» — Автобус: 8, 17, 17а, 28, 33, 33а, 40, 40а, 302, 308к, 317, 321, 325, 332, 343, 359.
- На улице 50 лет НЛМК (на территории района Манеж) — «Улица Воровского», «Улица 50 лет НЛМК», «Набережная», «Металлургический колледж», «Автодор» — Автобус: 9т, 28, 302, 359.

В случае строительства вышеуказанных магистралей общественный транспорт будет пущен и по ним.

## Инфраструктура
Потребности граждан в образовании обеспечивают школа № 61 и гимназия № 64, лидер липецкого образования. На территории района также находятся Школа-интернат для слепых и слабовидящих детей, а также Липецкий колледж искусств. В непосредственной близости от границ района (на Манеже) находится Липецкий металлургический колледж. На Комсомольской улице располагается больница для взрослых, в районе улицы Мичурина — бизнес-центр «Виктория».

## Дом Алексея Липецкого
В Диком в Комсомольском проезде (см.) в 1917—1924 годах жил поэт Алексей Каменский (Липецкий).